# Thrinchus tuberculosus
Thrinchus tuberculosus är en insektsart som beskrevs av Yu S. Tarbinsky 1926. Thrinchus tuberculosus ingår i släktet Thrinchus och familjen Pamphagidae. Inga underarter finns listade i Catalogue of Life.